# Лердам
Лерда́м (нидерл. Leerdam) — город в Нидерландах, в провинции Утрехт, в общине Вейфхеренланден.

## География и экономика
Город Лердам находится на реке Линге, между городами Горинхем и Гелдермалсен, на железнодорожной линии Дордрехт — Тиль. Численность населения — около 20.800 человек.
В Лердаме расположен завод по производству изделий из стекла, включая изготовление художественных предметов. Развита также индустрия стройматериалов. В общине снтенсивное сельскохозяйственное производство, в том числе молочной продукции. Лердам дал наименование сорту сыра Леердам.

## История
Район нынешнего Лердама с 1143 года принадлежал рыцарскому роду ван дер Леде, затем — родственным им ван Аркелям. В 1407 году Отто ван Аркель предоставил Лердаму городской статус. На берегу Линге он построил крепость, разрушенную в 1573 году, когда испанские войска взяли Леердам, восставший против власти испанского короля.
В 1428 году род ван Аркелей пресёкся, и Лердам перешёл к ван Эгмондам, превратившими округ в отдельное графство. После того, как в 1551 году графиня Анна ван Эгмонд вышла замуж за Вильгельма I Оранского, Лердам переходит к Оранскому дому. Вплоть до наших дней титул «граф Лердам» является составной частью общего титула королей Нидерландов.
В 1765 году в городе открывается первое стеклодувное производство. В 1915 году здесь была основана Королевская фабрика стекла, на которой помимо обычного массового производства (например, бутылок) создаются и подлинные произведения стеклодувного искусства. В своё время здесь работали такие мастера, как Йохан Ланной и Андрис Дирк Копир. При стеклянной фабрике находится также Музей стекла, где хранятся многие замечательные изделия.
1 января 2019 года Леердам объединился с соседними общинами Вианеном и Зедериком, чтобы сформировать новую общину Вейфхеренланден, которая была отнесена к провинции Утрехт.

## Города-партнёры
- , Пфинцталь
- , Нови Бор